# Club de Deportes La Serena
Club de Deportes La Serena är en chilensk fotbollsklubb från staden La Serena i Chile. Klubben bildades den 9 december 1955 och har sedan dess för det mesta spelat i den högsta och näst högsta divisionen och har per 2011 40 säsonger i den högsta divisionen och 17 i den näst högsta. Deportes La Serena spelar på Estadio La Portada, som tar 14 000 åskådare vid fullsatt.
Redan den första säsongen i klubben historia (1956) spelade klubben i Segunda División (den näst högsta divisionen) och slutade på första plats i tabellen. Det innebar att de fick möta det andraplacerade laget, Universidad Católica i en final för att gå upp i den högsta serien. I finalen förlorade La Serena med 3-2 och gick därmed inte upp. Året efter hamnade La Serena i samma läge och fick möta Santiago Morning. Det året gick däremot La Serena upp efter att ha vunnit finalmatchen med 1-0. Det första året i den högsta divisionen slutade med en tredjeplats i ligan samt en kvartsfinal i den första upplagan av Copa Chile. Trots framgången den första säsongen åkte klubben ur den högsta serien säsongen därpå efter att ha kommit på sista plats. Klubben återvände däremot två år senare och har sedan dess åkt både ur och tagit sig tillbaka ganska regelbundet.
Klubben första och, per 2011, enda titel är vinsten i Copa Chile 1960 (som då hette Copa Preparación) då klubben vann över Santiago Wanderers i finalen med 4-1.